# Acantholimon mobayenii
Acantholimon mobayenii är en triftväxtart som beskrevs av Mostafa Assadi och Ahmad Ghahreman. Acantholimon mobayenii ingår i släktet Acantholimon och familjen triftväxter. Inga underarter finns listade i Catalogue of Life.